# معالجة غوكرمان
معالجة غوكرمان هي نظام علاج الصدفية المعتدلة إلى الوخيمة باستخدام مزيج من القار الفحمي الخام والأشعة فوق البنفسجية الاصطناعية. هو شكل متخصص من العلاج بالضوء.
صيغ لأول مرة في عام 1925 من قبل طبيب الأمراض الجلدية الأمريكي ويليام إتش غوكرمان (1884–1954)، يستمر استخدام علاج غوكرمان نظرًا لفعاليته و اليقظة الدوائية. قامت المؤسسات الفردية بتعديل علاج غوكرمان وطورت البروتوكولات الخاصة بها. يشمل العلاج المعياري استخدام 2-4% القار الفحمي الخام في قاعدة نفطية تسلط يوميًا على لويحات الصدفية. أقل فترة زمنية لوضع القطران هي ساعتان، على الرغم من أنه تم الإقرار بأن التعرض لفترات زمنية أطول يؤدي إلى نتائج أفضل. يتعرض المريض بعد ذلك للإشعاع فوق البنفسجي عريض النطاق B ( UVB )، على الرغم من أنه يمكن أيضًا استخدام الأشعة فوق البنفسجية ضيقة النطاق. أظهرت الدراسات المعملية أن الجمع بين القار الفحمي وضوء الأشعة فوق البنفسجية يقلل من تخليق الحمض النووي للبشرة.

## التعديلات

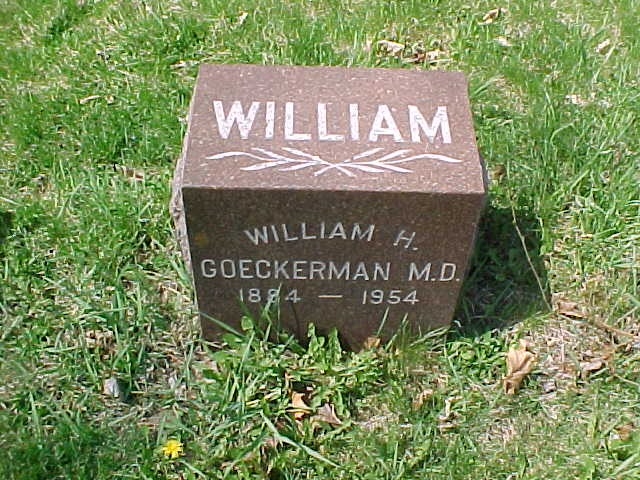
شاهد ضريح ويليام غوكرمان

في عام 1953 أضاف جون انجرام، وهو طبيب امراض جلدية إنجليزي معجون أنثرالين موضعي لعلاج غوكرمان الخاص به إذا ويُعرف هذا باسم طريقة إنجرام.

## التكلفة
قارنت المنشورات الحديثة علاج غوكرمان مع العلاج بعوامل بيولوجية أكثر تكلفة. تاريخيا تم إجراء علاج غوكر كعلاج للمرضى الداخليين. ومع ذلك يمكن أن يتم العلاج اليوم بتكلفة منخفضة كمريض خارجي. ذكر دي ميغيل وآخرون أن دورة المريض الخارجي السنوية لمدة ثلاثة أسابيع لعلاج غوكرمان تكلف 10000 دولار إلى 12000 دولار ولكن يمكن تمديد العلاج المتكرر إلى عامين باستخدام مصباح UVB منزلي بقيمة 2000 دولار. يذكر المصممون أن العلاج البيولوجي يكلف 22000 إلى 59000 دولار في السنة.

## أمان
تستخدم علاجات غوكرمان القار الفحمي الخام الذي يحتوي على هيدروكربون عطري متعدد الحلقات، مادة مسرطنة. ومع ذلك يعتبر علاج غوكرمان آمنًا على الرغم من أن استخدام القار قد يكون له آثار جانبية مثل التهاب الجلد التماسي وحرق موضعي خفيف بسبب فرط الحساسية للقار. خلصت دراسة استعادية أجراها ستيرن وآخرون على 1،373 مريضًا إلى أن هناك زيادة في سرطانات الجلد لدى أولئك الذين يتلقون علاجات غوكرمان المتكررة مقارنة بالمجموعة الشاهدة. تم دحض هذا من قبل مصممين آخرين، بما في ذلك بيتلكوف وآخرون، الذين ذكروا أنه لم تكن هناك زيادة في سرطانات الجلد بين أولئك الذين عولجوا مقارنةً بعامة السكان و مينتر وكران اللذان شعروا أن دراسة ستيرن كانت قاسية جدًا للتحقق من صحتها وشعروا أنه ستكون هناك حاجة إلى دراسة مستقبلية مدتها 10 سنوات لتأكيد مخاوف السلامة.

## الفعالية
مع زيادة استخدام الأدوية البيولوجية في علاج الصدفية المعتدلة إلى الشديدة كان هناك تحول بعيدًا عن علاج غوكرمان. وجدت دراسة مقارنة أجريت عام 2007 لعلاج الصدفية أن علاج غوكرمان يكون أكثر فعالية في 12 أسبوعًا من الأدوية البيولوجية. كما تم استخدامه بنجاح في المرضى الذين فشلوا في بعض العلاجات البيولوجية.